# 코린 폭스
코린 폭스(Corinne Foxx, 1994년 2월 15일~)는 미국의 모델, 배우이며, 배우 제이미 폭스의 딸이다.

## 출연 작품
- 47미터 2 (2019)
- All-Star Weekend (비공개)